# Емиграция (1901 – 1902)
„Емиграция“ с подзаглавие Защитник на македонските интереси е български вестник, излизал в 1901 и 1902 година в Татар Пазарджик, България.
| Годишнина | Броеве | Дата                             |
| --------- | ------ | -------------------------------- |
| I         | 1 – 2  | 24 декември 1901 – 24 април 1902 |

Орган е на Македонския революционен комитетски съюз. Мотото на вестника е Македония за македонците. Приятели на македонския роб, организирайте се! Излизат два броя. Печата се в печатница „24 април“.
Вестникът е издаван от редакционен комитет, а отговорен редактор е Борис Рашков. Излиза „когато редакционният му комитет намери за добре“. Противопоставя се и на ВМОРО и на ВМОК. Бори се за „пълно политическо и административно отделяне от Турция“ по революционен път.